# Drummondia obtusifolia
Drummondia obtusifolia är en bladmossart som beskrevs av C. Müller 1849. Drummondia obtusifolia ingår i släktet Drummondia och familjen Orthotrichaceae. Inga underarter finns listade i Catalogue of Life.